# Van Bevervoorden

Familiewapen van Van Bevervoorden (1837)

Van Bevervoorden (ook: Van Bevervoorden tot/van Oldemeule) is een Nederlands geslacht, waarvan leden vanaf 1837 behoren tot de Nederlandse adel.

## Geschiedenis
De stamreeks begint met Herman Engelberts die in 1608 vermeld wordt te Uelsen. Zijn achterkleinzoon Hendrick Engelbert (1670-1726) trok naar Amsterdam, werd daar kleermaker en poorter in 1699.
Bij KB van 17 juni 1837 werd Henricus Johannes Engelbert van Bevervoorden (1791-1858) verheven in de Nederlandse adel, met clausule van inlijving; hij verkreeg in 1854 naamswijziging tot Van Bevervoorden. In 1823, 1824 en 1825 had hij verzoeken ingediend om erkenning met de titel van baron, op basis van afstamming uit het riddermatige geslacht Van Bevervoorde uit Overijssel, maar deze afstamming kon niet worden bewezen. Zijn zoon jhr. François van Bevervoorden (1821-1906) deed in 1874, 1880, 1884 en 1892 verzoeken om inlijving welke steeds na negatief advies van de Hoge Raad van Adel werden afgewezen. Verschillende leden kregen vanaf 1855 naamswijziging tot Van Bevervoorden tot/van Oldemeule.
Het adellijke geslacht is in 1987 in mannelijke lijn uitgestorven.

## Enkele telgen

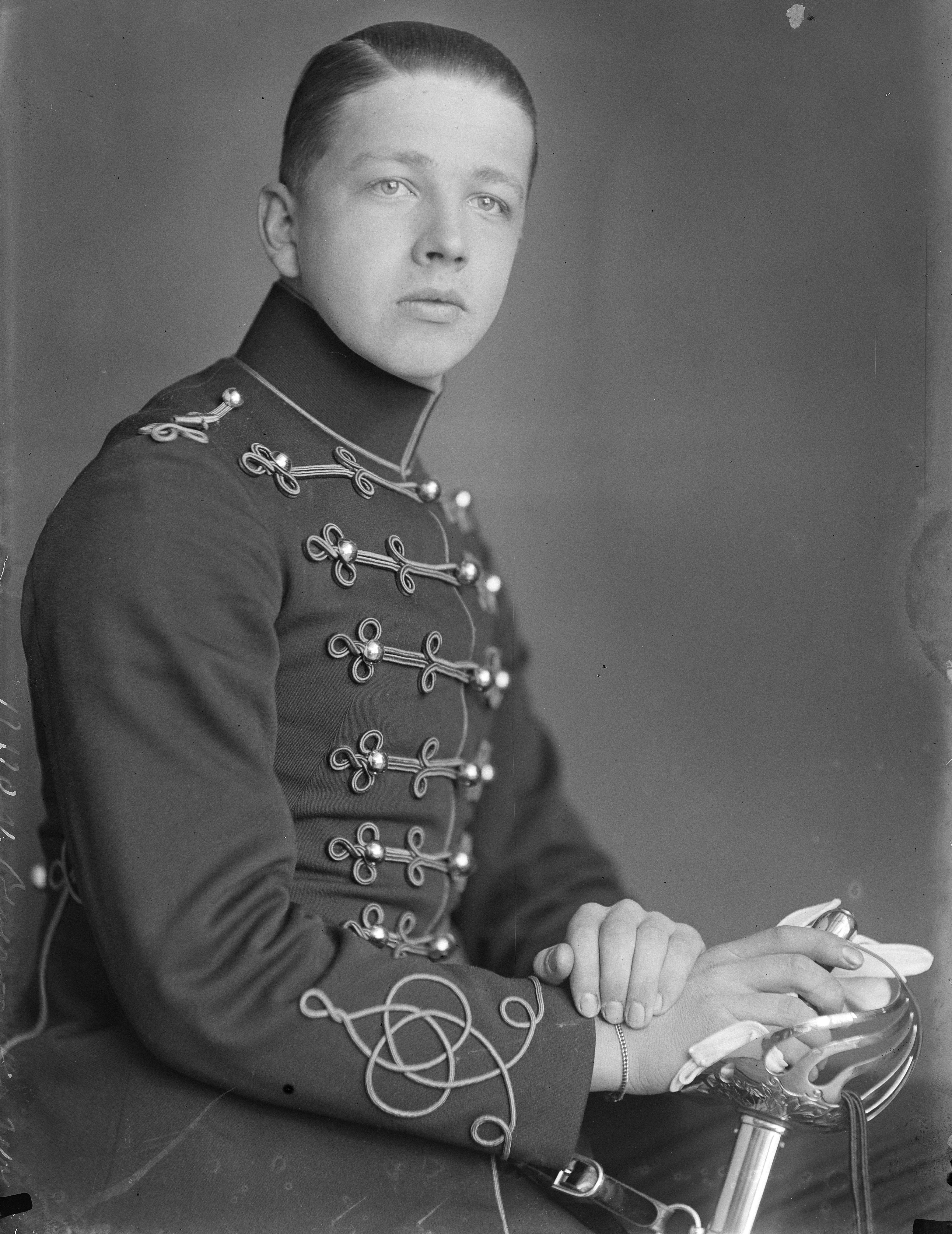
jhr. Bernd François van Bevervoorden van Oldemeule (1906-1987)

jhr. Henricus Johannes van Bevervoorden (1791-1858), luitenant-kolonel
- jhr. Adrien Jean Eliza van Bevervoorden (1819-1851), uitgever en publicist
  - jhr. Philippe Adrien Henri van Bevervoorden tot Oldemeule (1842-1879), burgemeester van Landsmeer
- jhr. François van Bevervoorden (1821-1906), luitenant artillerie
  - jhr. mr. Ludolf Henri Jean François van Bevervoorden van Oldemeule (1871-1931), bankier
    - jkvr. Marie Elisabeth van Bevervoorden van Oldemeule (1911-2018); trouwde in 1938 met mr. Carel Jan van Schelle (1913-1987), particulier secretaris van prinses Beatrix en prins Claus, ambassadeur en telg uit het geslacht Van Schelle
    - jhr. Bernd François van Bevervoorden van Oldemeule (1906-1987), directeur betonfabriek, laatste mannelijke telg van het adellijke geslacht
      - jkvr. Elise Dorothea van Bevervoorden van Oldemeule (1940), laatste telg van het adellijke geslacht
- jkvr. Anna Maria Gijsbertina Elisabeth Justine van Bevervoorden (1822-1865); trouwde in 1857 met jhr. Christiaan Johannes Stern (1828-1883), burgemeester van Westervoort en telg uit het geslacht Stern